# Isla Mayor (ö i Spanien, Murcia)
Isla Mayor är en ö i Spanien.   Den ligger i provinsen Murcia och regionen Murcia, i den sydöstra delen av landet, 400 km sydost om huvudstaden Madrid. Arean är 0,93 kvadratkilometer.
Terrängen på Isla Mayor är platt. Den sträcker sig 1,5 kilometer i nord-sydlig riktning, och 1,0 kilometer i öst-västlig riktning.